# Phản ứng chuyển vị
Phản ứng chuyển vị là một loại phản ứng quan trọng trong quá trình tổng hợp hữu cơ, trong phản ứng này một nhóm nguyên tử di chuyển từ nguyên tử này sang nguyên tử khác trong cùng phân tử tạo ra đồng phân với phân tử ban đầu. Thường thì một nhóm thế di chuyển từ nguyên tử carbon này sang nguyên tử carbon khác trong cùng một phân tử. Trong ví dụ dưới đây, nhóm thế R chuyển từ nguyên tử carbon 1 sang nguyên tử carbon 2:
{\displaystyle {-}{\underset {| \atop \displaystyle \color {Blue}{\ce {R}}}{{\ce {C}}}}{\ce {-C-C{-}-> {-C-}}}{\underset {| \atop \displaystyle \color {Blue}{\ce {R}}}{{\ce {C}}}}{\ce {-C}}{-}}
Sự sắp xếp nhóm thế này cũng có thể xảy ra giữa các phân tử với nhau.
Sự chuyển vị được biểu diễn bằng sự chuyển electron đơn giản và rời rạc (thể hiện bằng các mũi tên cong trong các phản ứng hóa hữu cơ), tuy nhiên cách này không hoàn toàn đúng. Cơ chế thực tế của việc di chuyển các nhóm alkyl, như trong phản ứng chuyển vị Wagner–Meerwein liên quan đến việc nhóm alkyl chuyển động một cách linh hoạt dọc theo một liên kết, không phá vỡ và hình thành liên kết ion. Trong phản ứng pericyclic (phản ứng peri hóa), giải thích bằng tương tác orbital chính xác hơn so với sự chuyển electron rời rạc đơn giản. Tuy nhiên, có thể biểu diễn  các mũi tên cong cho một phản ứng chuyển electron rời rạc mà kết quả tương tự như một phản ứng chuyển vị, mặc dù những điều này không nhất thiết phù hợp với thực tế.
Ba phản ứng chuyển vị quan trọng là chuyển vị 1, 2; phản ứng pericyclic và phản ứng tạo olefin.

## Chuyển vị 1,2
Chuyển vị 1,2 là một phản ứng hữu cơ trong đó một nhóm thế di chuyển từ nguyên tử này sang nguyên tử khác trong hợp chất hóa học. Phản ứng này liên quan đến hai nguyên tử gần nhau nhưng có thể di chuyển trên những khoảng cách lớn hơn. Quá trình đồng phân hóa bộ khung carbon không thường gặp trong phòng thí nghiệm nhưng là cơ sở của các ứng dụng quan trọng trong nhà máy lọc dầu. Ví dụ alkan mạch thẳng được chuyển thành đồng phân có nhánh bằng cách đun nóng với sự có mặt của chất xúc tác. Cụ thể như đồng phân hóa n-butan thành isobutan và pentan thành isopentan. Các alkan phân nhánh nhiều có đặc điểm giúp chúng dễ cháy trong động cơ đốt trong.
Các ví dụ khác là phản ứng chuyển vị Wagner-Meerwein :
và phản ứng chuyển vị Beckmann, có liên quan đến việc sản xuất một số loại nylon nhất định:

## Phản ứng peri hóa
Phản ứng peri hóa hay phản ứng pericyclic là một loại phản ứng tạo và phá vỡ liên kết carbon-carbon nhiều lần, trong đó trạng thái chuyển tiếp của phân tử có dạng tương tự vòng cyclohydrocarbon và phản ứng diễn ra theo kiểu dây chuyền. Ví dụ như phản ứng sigmatropicː
và phản ứng chuyển vị Claisen:

## Phản ứng tổng hợp olefin
Phản ứng tổng hợp olefin là sự chuyển vị của các đoạn alkyliden trong hai alken. Nó là một phản ứng xúc tác với carben, hay chính xác hơn, các phức chất carben kim loại chuyển tiếp.
Trong ví dụ này xảy ra phản ứng ethenolysis, một cặp hợp chất vinyl tạo thành một alken đối xứng mới bằng cách loại đi ethylen.